# Place de la Victoire (Khankendi)
Pour les articles homonymes, voir Place de la Victoire.
La place de la Victoire (en azéri : Zəfər meydanı) est une place publique située au centre de la ville de Khankendi, en Azerbaïdjan. 

## Histoire
Appelée place Lénine à l'époque soviétique, elle est connue sous le nom de place de la Renaissance pendant la république du Haut-Karabagh entre 1991 et 2023.
Après la prise de la ville lors de l'offensive éclair du 19 septembre 2023, le président de la république d'Azerbaïdjan, Ilham Aliyev, hisse le drapeau national sur la place le 15 octobre suivant.
Le 8 novembre, le défilé militaire dédié au troisième anniversaire de la victoire dans la « Guerre patriotique » a lieu sur cette place. Il est commandé par le colonel-général Kérim Véliyev, titulaire des ordres de la Victoire et de Karabagh.
Le 18 mars 2024, Ilham Aliyev allume le feu de joie du Norouz sur la place centrale et, dans son discours de félicitations, annonce son nouveau nom de place de la Victoire.

## Urbanisme et monuments

### Bâtiment du comité régional du Parti
Le bâtiment, qui s'élève sur le côté sud de la place, est construit sur les plans de l'architecte azerbaïdjanais Hasan Madjidov. Inauguré en 1960, il est alors le siège du comité régional du Parti communiste de l'oblast autonome du Haut-Karabagh. De 1994 à 2023, il est occupé par le président de la république d'Artsakh. Restauré en 2025, il abrite aujourd'hui les services administratifs de la municipalité de Khankendi.

### Bâtiment du Comité exécutif régional
Situé à l'extrémité sud-est de la place, à gauche du précédent, le bâtiment du Comité exécutif régional à l'époque soviétique est construit par l'architecte azerbaïdjanais Nasrullah Kangarli et ouvert en 1972.

### HôtelQarabagh
Au sud-ouest, s'élève l'hôtel « Qarabagh », mis en service au milieu du XXe siècle, dû à l'architecte azerbaïdjanais Enver Gasimzade. En 2023, le bâtiment fait l'objet de travaux à l'issue desquels il retrouvé son aspect d'origine et son ancien nom.

### Centre des congrès
Sur le côté nord de la place, s'élevait le siège de l'Assemblée nationale du Haut-Karabagh, prolongé par l'hôtel Armenia. Construit en 2007, il est démoli en 2024 par les autorités azerbaïdjanaises, ainsi que le siège de l'Union des combattants pour la liberté de l'Artsakh.
À l'emplacement de ces édifices, s'élève le Centre des congrès dont la première a été posée le 5 juillet 2024 par le président Ilham Aliyev et inauguré par lui le 3 juillet 2025.